# Jordskott
Jordskott (of Grondscheut) is een Zweedse televisieserie uit 2015, die wordt geproduceerd en uitgezonden door de Zweedse nationale omroep SVT. Ze ging in première op 16 februari 2015. In de herfst van 2017 kwam het tweede seizoen uit. De serie werd bedacht en geregisseerd door Henrik Björn. In Vlaanderen wordt Jordskott uitgezonden door Canvas.

## Plot
De politie-inspecteur Eva Thörnblad keert terug naar het dorpje Silverhöjd, zeven jaar nadat haar dochter Josephine verdween vlak bij een meer in het bos. Josephines lichaam is echter nooit gevonden, maar men gaat ervan uit dat ze verdronken is. Na Eva's terugkeer, verdwijnt er een jongetje en Eva gaat op zoek naar vergelijkingen tussen deze verdwijning en die van haar dochter. Tegelijkertijd moet Eva het overlijden van haar vader verwerken en zijn bedrijf 'Thörnblad Celluslosa' runnen. Het bos bij het dorpje zorgt voor spanning in het dorpje, omdat er voor- en tegenstanders zijn voor het behoud van het bos.
Eva komt er achter dat er een verband is tussen de verdwijningen van de twee kinderen en het conflict tussen de voor- en tegenstanders van het behoud van het bos.

## Rolverdeling
- Eva Thörnblad - Moa Gammel

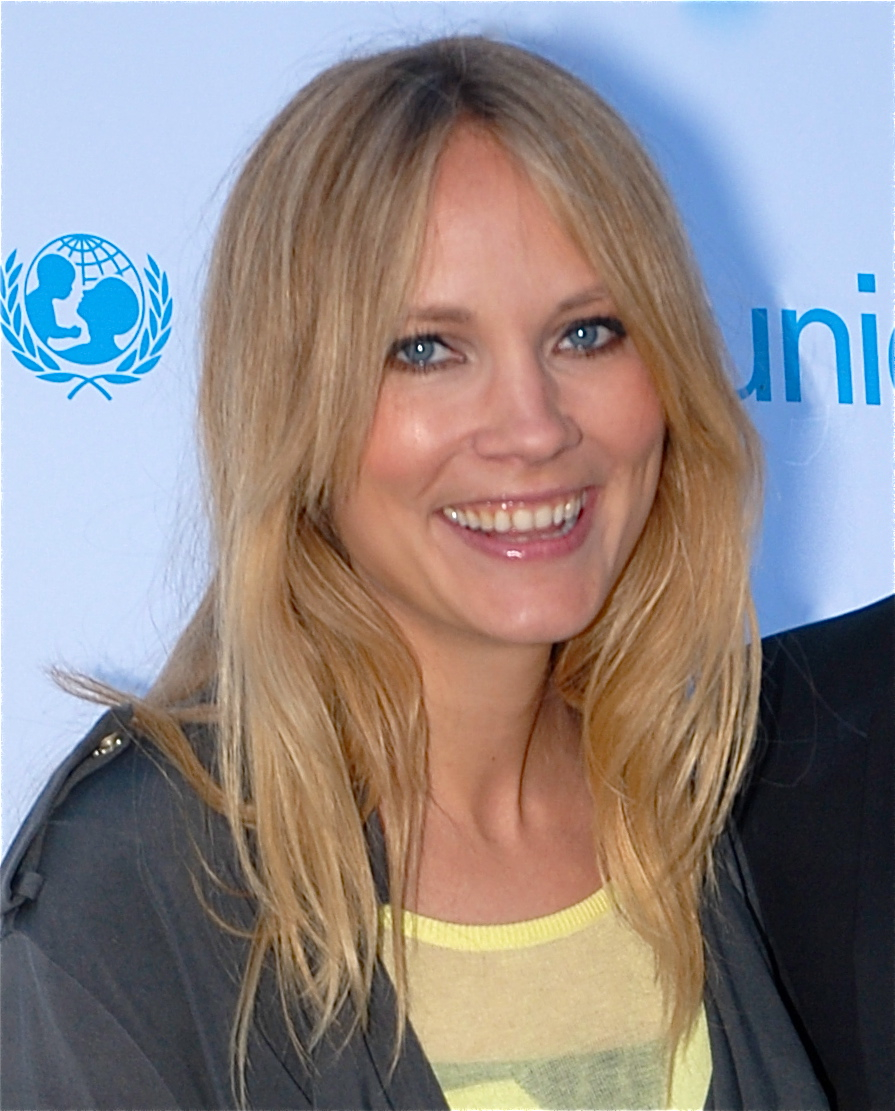
Moa Gammel speelt hoofdpersoon Eva Thörnblad

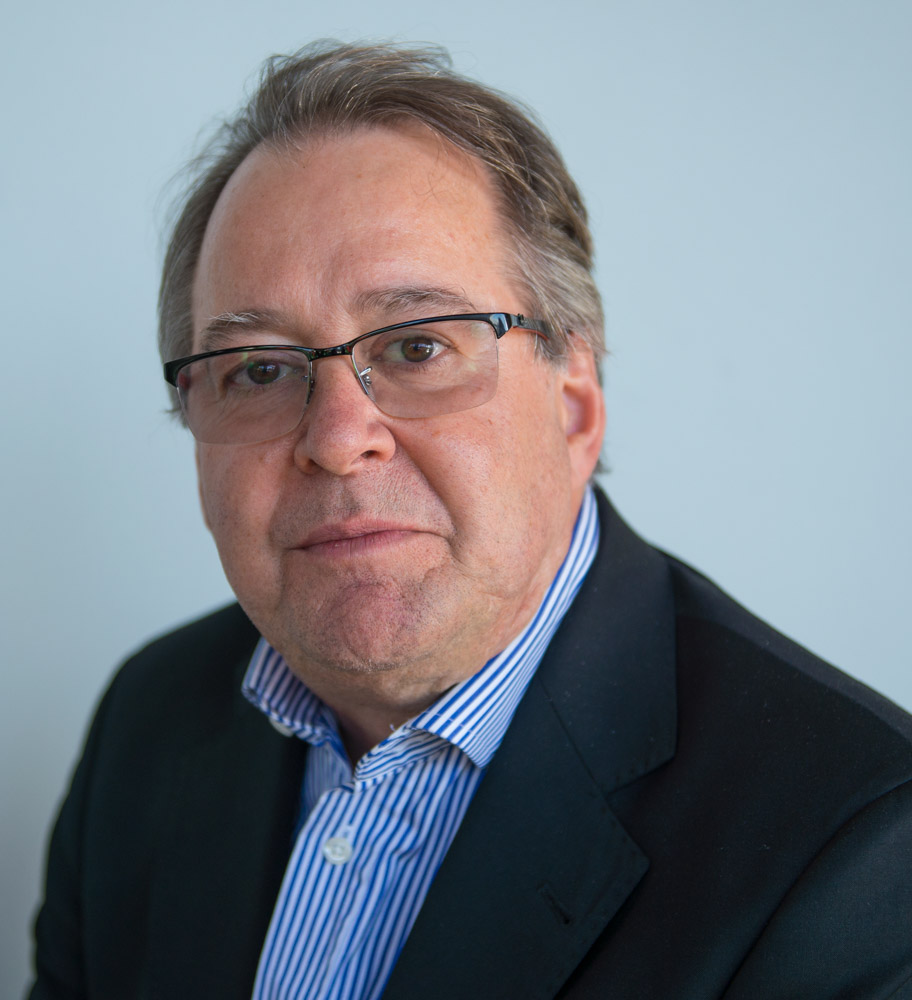
Göran Ragnerstam speelt Göran Wass

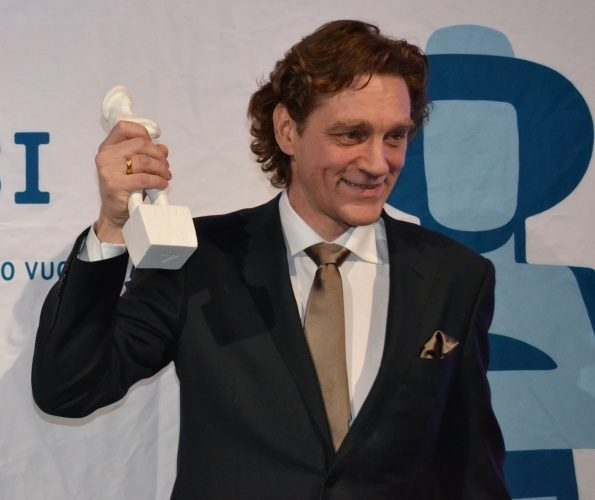
Ville Virtanen speelt Harry Storm

- Josephine Thörnblad - Stina Sundlöf
- Johan Thörnblad - Lars-Erik Berenett
- Göran Wass - Göran Ragnerstam
- Tom Aronsson - Richard Forsgren
- Gerda Gunnarsson - Lia Boysen
- Nicklas Gunarsson - Henrik Knutsson
- Harry Storm - Ville Virtanen
- Ylva - Vanja Blomkvist
- Martina Sigvardsson - Ann Petrén
- Gustaf Borén - Peter Andersson
- Esmeralda - Happy Jankell
- Jörgen Olsson - Gustav Lindh
- Frank Olsson - Duncan Green
- Eddie Olsson - Max Vobora
- Olof Gran - Hans Mosesson
- Victoria - Nour El-Refai
- Thomas Leander - Felix Engström
- Oscar Leander - Valter Löfgren
- Anton Leander - Hobbe Häggblom
- Jeanette - Ann-Sofie Rase
- Dokter Pekka Koljonen - Johannes Brost
- Forensisch onderzoeker Stefan - Kristofer Kamiyasu
- Holmström - Oskar Thunberg
- Britta Lingvall - Zandra Andersson
- Emma - Sigrid Johnson
- Martin Dolk - Johan Paulssen
- Zesjarige Josephine - Amie Vestholm
- Man van E.N. - Gerhard Hoberstorfer
- Ida - Mira Gustafsson
- Börje Dahlqvist - Mattias Fransson
- Pierre Hedman - Bengt Braskered
- Petra - Louise Ryme
- Stina Winter - Anna Wallander
- Linus - Yohio
- Lina - Alba August
- Klara - Marta Oldenburg
- Jeppe Bergman - Utas
- Ebbe - Jan Tiselius
- Nieuwslezer - Ulf Wallgren
- Anette Blom -  Andrea Edwards
- Annika Grönnval - Malena Engström
- Inger Ek - Marianne Sand
- Lijkschouwer - Fredrik Lundqvist
- Verpleegkundigen  - Matilda Ragnerstam en Oldoz Javidi
- Anna-Lena Borén - Karin Bergquist
- Emelie Borén - Gloria Bedoire
- Saga Borén - Hedvig Pegelow
- Åke - Pär Andersson
- Bejaardenverzorgster - Veronica Daglström
- Advocaat - Iwa Boman
- Hoofd-arts - Tomas Laustiola
- Jonas Kjellström - Rikard Svensson
- Ann Kjellström - Sara Turpin
- Tova Kjellström - Tellan Andersson
- Esbjörn Magnusson - Per Graffman
- Ombudsman - Emil Almén
- Tienermeisjes - Lovisa Farkas en Sofia Skoog
- Sture - Christian Fiedler
- Jakob Reisner - Anders Berg
- Albin - Bengt C.W. Carlsson
- Hanna - Sofia Sohlberg
- David's broer - Ludvig Velander
- Schoolconciërge - Mats Qviström
- Man in kiosk - Mathias Berndtsson
- Bibliothecaresse - Linda Hellström
- Camilla - Karolina Wedin
- Ouder - Billey Shamrock
- Mijnwerker - Stefan Sträng
- Näcken - Robert Follin
- Arbeider van de zuiveringsinstallatie - Kristoffer Hedström
- Reaction Force - Jimmy Sjökvist en Joakim Wirström